# Austrohebrus
Austrohebrus is een geslacht van wantsen uit de familie van de Hebridae. Het geslacht werd voor het eerst wetenschappelijk beschreven door Andersen & Weir in 2004.

## Soorten
Het genus is monotypisch en bevat alleen de volgende soort:

- Austrohebrus apterus Andersen & Weir, 2004